# فرار کن، خرگوش
فرار کن، خرگوش یا خرگوش، بدو (انگلیسی: Rabbit, Run) رمانی از جان آپدایک است که سال ۱۹۶۰ منتشر شد.
فرار کن، خرگوش نخستین جلد از چهارگانهٔ خرگوش به‌شمار می‌رود؛ سه جلد بعدی به‌ترتیب عبارتند از: بازگشت خرگوش، خرگوش پولدار است و خرگوش در استراحت. کتاب‌های سری خرگوش پیرامون زندگی شخصیتی به‌نام هری انگستروم، معروف به خرگوش (ربیت) است.
این رمان به‌دست سهیل سمی به فارسی برگردانده شده‌است.